# Pteris splendens
Pteris splendens là một loài thực vật có mạch trong họ Pteridaceae. Loài này được Kaulf. miêu tả khoa học đầu tiên năm 1824.